# Абатство Клюни
Абатство Клюнѝ (на френски: Abbaye de Cluny) е бивше абатство, най-старият манастир на ордена на бенедиктинците в Бургундия. Било е посветено на свети Петър. Разположено е в едноименното френско градче Клюни, което възниква в хода на историята около самия манастир, в департамент Сон е Лоар.
Сградата на абатството е в романски стил, с три църкви, строени последователно между IV и началото на XII век. Най-късната базилика Клюни III е била най-голямата за времето си, докато не започва строежът на Свети Петър в Рим.
Абатството е основано от Гийом I Благочестиви през 910. Той определя като първи настоятел абат Берно, като той е подчинен директно на папа Сергий III. Абатството се прочува със стриктното спазване на правилата на свети Бенедикт, и така става признат лидер на западното монашество. Укрепването на бенедиктинския орден през XI век изиграва значение за стабилността в обществото. По време на Френската революция абатството е разрушено, като от него оцелява само малка част.
От около 1334 г. насетне абатите на Клюни поддържат градска резиденция в Париж на френски: Hôtel de Cluny, превърната в обществен музей Клюни през 1843. Освен името, той няма никаква връзка с абатството.

## История
През 909 година първият херцог на Аквитания Гийом I Благочестиви основава бенедиктинския манастир, посветен на свети Петър и Павел, и се отказва изцяло от собствеността. Първият му настоятел е абат Берно, назначен от херцога, който освобождава манастира от всички феодални повинности, освен монасите да отправят молитви за упокой на душата му. Манастирът се отличава с това, че не се подчинява на местните светски или църковни власти, а директно на папството. В него строго се спазват бенедиктинският устав и дисциплината и местните благороднически семейства, изпълнени с благоговение, започват да правят дарения и да изпращат там синовете си. Мнозина феодали и свещеници молят монасите от Клюни да преобразят и техните църкви и манастири и клюнийските монаси се съгласяват, но при условие, че реформираните обители ще станат независими от предишните си началници и ще се подчиняват на Клюни. Скоро около него се образува конгрегация от седем манастира.
Вторият настоятел е свети Одо Клюнийски, който се превръща в един от основните двигатели на Клюнийската реформа, чиято същност е възраждане на строгата духовност и аскетичност на живота на монасите. През 931 година папа Йоан XI дава на абат Одо привилегията да приема под крилото си манастирите, последователи на Клюни. Тази привилегия спомага за бързото разрастване на конгрегацията с център в Клюни, въпреки силното противодействие на френските епископи, които не искат да губят контрола над френските манастири. При абат Одилон (994 – 1049) към Клюни се причисляват вече доста голяма част от френските и бургундските манастири, а само за времето на неговото управление броят им нараства от 37 на 65. Самото абатство достига разцвета си при настоятелите Юг (Хуго) Клюнийски (1049 – 1109) и Петър (Пиер) Достопочтени (1122 – 1157). В края на XI век към движението се причисляват 1450 манастира с около 10 000 монаси. Конгрегацията излиза извън границите на съвременна Франция и клюнийски манастири се повяват в Италия, Испания, Англия, Германия и Полша, като общият им брой наближава 2000.
През годините абатството претърпява много промени. Първата църква (Клюни I) е построена при абат Берно през 927 година. В края на X век при абатите Майол и Одилон тя е напълно преустроена (Клюни II). Гигантската базилика, известна като Клюни III, е издигната между 1088 и 1220 г. и е представител на романския стил в архитектурата. Базиликата била с размери: дължина 187 м, височина 30 м, което я прави най-голямата църква в Европа до построяването на катедралата Св. Петър в Рим. Базиликата е петкорабна, централният неф е с височина 30 м и ширина 15 м. Църквата имала и пет кули: една на средокръстието, две симетрично разположени на главната фасада и две на големия трансепт. При изграждането на църковния свод строителите прилагат новаторска техника: придадена му е стреловидна форма, за са уравновеси страничния напор. Този подход получава широко разпространение в храмовата архитектура:с. 61.
След XIII век започва постепенен упадък, предизвикан от финансови проблеми, разхлабване на нравите и издигане на други, по-аскетични монашески ордени като цистерцианците и нововъзникналите просещи ордени („ордени на нищенците“) (францисканци и др). През 1516 г. кралят на Франция получава правото да назначава абатите на Клюни, което води до още-по-голямо западане на манастира. През 1562 г. абатството е напълно разграбено от хугенотите.
Абатство Клюни е закрито през 1790 г. по време на Френската революция. Три години по-късно е опожарено и разграбено. След това оловният покрив е демонтиран и преработен на куршуми. През 1798 г. останките са продадени и няколко десетилетия са ползвани като кариера за строителен материал. До наши дни е запазена само около 10 % от базиликата Клюни III, в това число южната камбанария. Запазените постройки са реставрирани през XX век. В днешно време бившето абатство е учебно заведение – клюнийският филиал на Националната висша школа по изкуства и занаяти.

## Организация
Абатство Клюни и подчинените му клонове се различават значително от останалите бенедиктински манастири:
- централизирана организационна структура – докато повечето бенедиктински манастири са автономни, Клюни е начело на голяма структура. Подчинените му манастири се наричат приорати, а не абатства; техните ръководители се подчиняват на настоятеля на Клюни и могат да са негови заместници. Веднъж годишно настоятелите провеждат среща в Клюни, за да обсъждат административни въпроси и да правят отчет. През 1016 г. папа Бенедикт VIII разширява привилегиите на Клюни и върху подчинените му приорати.
- начин на обработването на земите. По-ранният модел на бенедиктинците е на самозадоволяващо се стопанство като феодален имот, в което монасите полагат труд, а в Клюни се трудят крепостни селяни. Това, че обработването на земята не е на преден план, личи още от постановеното устройство на каролингските манастири от страна на Бенедикт Аниански („вторият Бенедикт“), който освобождава черните монаси от задължителен физически труд.
- извеждане на преден план на литургията като вечна молитва (на латински: laus perennis).

Като може би най-богатото монашеско братство в Западна Европа, абатство Клюни може да си позволи да наеме управители и работници, които да извършват физическата работа. Клюнийските монаси посвещават почти цялото си време на молитва. Въпреки бенедиктинския идеал за аскетичен живот, в абатството разполагат със сребърни канделабри и златни бокали, украсени със скъпоценни камъни. Олтарът е цял обсипан със злато. Храната на монасите също е доста богата, включва печено пиле, вина от собствените им лозя и сирена собствено производство. Монасите се обличат в одежди от фино платно и коприна при литургиите. Артефакти, демонстриращи богатството на абатството, са изложени в музея Клюни в Париж.

## Влияние
Абатство Клюни се ползва с голямо влияние и авторитет в средновековното общество и монасите – клюнисти са основни двигатели в движението за обновление на Църквата. Те възстановяват достойнството и властта на папите и са в основата на Клюнийската реформа. За обикновените хора техните манастири представляват бастиони против произвола на господарите, където преследваните намират убежище. Манастирите им са установени на сполучливо подбрани земи и просперират. Монасите разорават целини, създават показни имения, преоткриват и осъвременяват класическата култура. Стремежът на клюнистите е светът да стане по-добър за живеене, изпълнен с повече обич, по-красив. Макар че поддържат именията си с труда на крепостните селяни, техният престиж привлича хората. Абатствата им процъфтяват благодарение на дарения: завещанието на наследство на божите служители се възприема като стъпка към рая.
Монасите съблюдават строгост и послушание в ежедневния си живот, проявяват благотворителност и гостоприемство към миряните. В манастира строго се спазва дисциплината и се придава голямо значение на аскетизма. Особено внимание се отделя на благоговейното извършване на литургията и на дългите молитви. Тъй като мълчанието се поощрява, монасите си изработват особен език на жестовете. С течение на времето бенедиктинската простота преминава към господарски разкош благодарение на обилното финансиране, чиято кулминация е изграждането на базиликата Клюни III.
Настоятелите на абатството играят голяма роля в религиозната и светската политика. От редиците на неговите монаси излизат 12 кардинала и няколко папи, в това число папа Григорий VII, инициатор на Григорианската реформа, която в много отношения се основава на Клюнийската реформа. Петима от първите девет настоятели на Клюни са обявени за светци.
През XII век манастирската библиотека наброява 570 ръкописа и е една от най-големите в Европа.

## Галерия
- Клюни III (реконструкция)
- Папа Урбан II освещава главния олтар на църквата в абатство Клюни на 25 октомври 1095 г. Миниатюра от 1190 г, БНФ, Париж
- Илюстрован ръкопис от Клюни, открит през 2008 г., БНФ, Париж
- Герб на абатство Клюни